# Tigranocerta

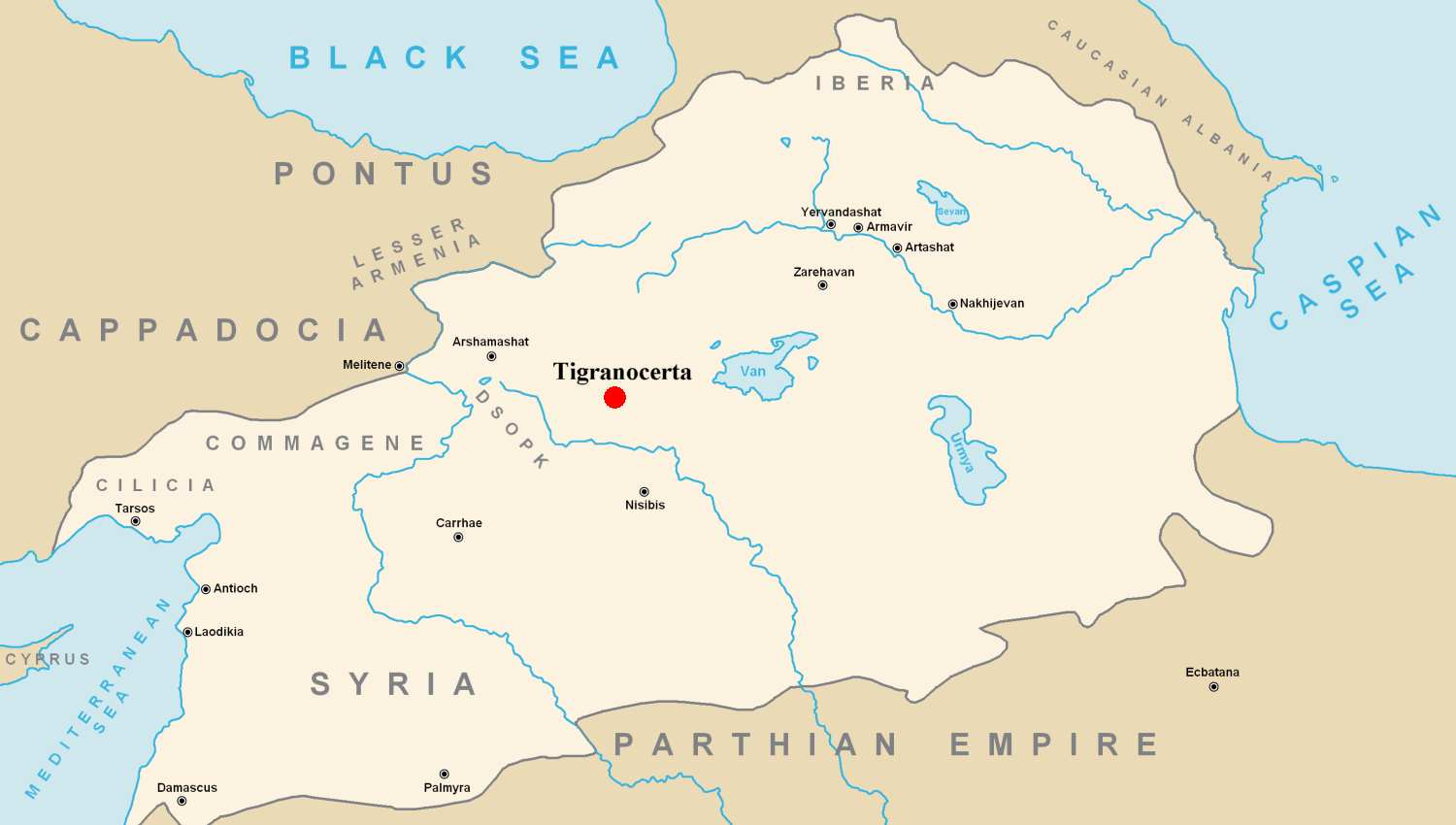
Położenie Tigranocerty na obszarze królestwa Armenii

Tigranocerta (orm. Տիգրանակերտ, Tigranakert) – łacińska nazwa starożytnej stolicy Armenii założonej przez Tigranesa Wielkiego w I w. p.n.e. Nie wiadomo do końca gdzie znajdowało się miasto. Jedna z teorii mówi, że były to tereny dzisiejszego miasta Silvan (dawniej Martyropolis i Mayafarkin) w Turcji, na wschód od Diyarbakıru. Inna wskazuje obszar pomiędzy Diyarbakırem a Nusaybin.
Budowa miasta rozpoczęła się około roku 80 p.n.e. Decyzja o utworzeniu nowej stolicy została podjęta, gdyż dotychczasowa – Artaszat – znajdowała się zbyt daleko od południowych granic imperium. Ludność Tigranocerty została w dużej części przymusowo do niej przesiedlona. Znaczną część populacji stanowili Grecy z Cylicji.
W 69 roku p.n.e. rozpoczęło się oblężenie miasta przez armię rzymską dowodzoną przez Lukullusa. Budowa Tigranocerty nie była wówczas jeszcze ukończona, choć, według relacji Appiana, było już otoczone murem o wysokości 25 metrów. 6 (lub 7) października tego roku stoczona została bitwa pod Tigranocertą, która zakończyła się wycofaniem wojsk Tigranesa oraz wejściem rzymian do miasta (które bramy zostały otwarte przez niezadowolonych mieszkańców). Stolica, na czele ze skarbcem królewskim, została systematycznie splądrowana, a następnie podpalona. Mieszkańcy zostali odesłani do miejsc pochodzenia.